# Milejewo (gemeente)
De gemeente Milejewo is een landgemeente in het Poolse woiwodschap Ermland-Mazurië, in powiat Elbląski.
De gemeente bestaat uit 13 administratieve plaatsen solectwo: Huta Żuławska, Jagodnik, Kamiennik Wielki, Majewo, Milejewo, Ogrodniki, Piastowo, Pomorska Wieś, Rychnowy, Stoboje, Wilkowo, Zajączkowo, Zalesie.
De zetel van de gemeente is in Milejewo.
Op 30 juni 2004 telde de gemeente 2976 inwoners.

## Oppervlakte gegevens
In 2002 bedroeg de totale oppervlakte van gemeente Milejewo 95,55 km², waarvan:
- agrarisch gebied: 66%
- bossen: 25%

De gemeente beslaat 6,68% van de totale oppervlakte van de powiat.

## Demografie
Stand op 30 juni 2004:
| Omschrijving                   | Totaal | Totaal | Vrouwen | Vrouwen | Mannen | Mannen |
| ------------------------------ | ------ | ------ | ------- | ------- | ------ | ------ |
| eenheid                        | aantal | %      | aantal  | %       | aantal | %      |
| inwoners                       | 2976   | 100    | 1485    | 49,9    | 1491   | 50,1   |
| bevolkingsdichtheid (inw./km²) | 31,1   | 31,1   | 15,5    | 15,5    | 15,6   | 15,6   |

In 2002 bedroeg het gemiddelde inkomen per inwoner 1597,08 zł.

## Aangrenzende gemeenten
Elbląg, Elbląg, Młynary, Pasłęk, Tolkmicko